# ニコラ・レオナール・サディ・カルノー
ニコラ・レオナール・サディ・カルノー（フランス語: Nicolas Léonard Sadi Carnot, 1796年6月1日 パリ - 1832年8月24日 パリ）は、フランスの物理学者、軍人、技術者。仮想熱機関「カルノーサイクル」の研究により熱力学第二法則の原型を導いたことで知られる。

## 生涯
1796年6月1日、パリでラザール・ニコラ・マルグリット・カルノー（軍人、政治家、技術者、数学者）の長男として生まれた。母のソフィーはパ＝ド＝カレー県の名士の娘だった。Sadiという名前は、父ラザールが心酔していた中世ペルシャの詩人からとられている。出生当時、ラザールは総裁政府の一員であり、サディが生まれたのは小リュクサンブール宮殿だった。しかし翌1797年に起きたフリュクティドール18日のクーデターによって一家は亡命した。ラザールは1799年に帰国して、その後ナポレオン・ボナパルトの要請で陸軍大臣となった。ラザールがナポレオンと会う際には、時々サディを連れて行くことがあった。当時4歳ごろのサディはナポレオン夫人のジョゼフィーヌから可愛がられた。
サディは父親から数学、物理学、語学、音楽の教育を受けた。少年時代から、水車のメカニズムなど、科学的な現象に興味を持っていたという。
シャルルマーニュ高校で数か月間の入学準備をしたのち、1812年、17歳でエコール・ポリテクニークに入学した。エコール・ポリテクニークではアンペール、ゲイ＝リュサック、アラゴらに学んだ。1814年3月、ヴァンセンヌの戦闘に参加した。1814年10月にエコール・ポリテクニークを卒業し、メスにある公務実施学校工兵科へと進んだ。ナポレオン失脚により、共和派の政治家であった父ラザールはマクデブルクでの亡命生活を余儀なくされた。
サディは1816年に工兵科を卒業してから、各地の要塞に派遣されて技師として活動した。しかし研究欲のあったサディはこうした仕事では満足できず、パリの参謀部の試験を受けて1819年に中尉に任命されると、まもなく休職し、パリやその近郊で芸術鑑賞や楽器の演奏などのかたわら、科学の研究に取り組んだ。また、各地の工場などを訪れ商工業について学んだ。1921年にはマクデブルクの父のもとを訪れ、弟のイッポリートと3人で数週間を過ごした。その後はパリに戻り、熱機関について研究した。
1824年、『火の動力、および、この動力を発生させるに適した機関についての考察』（以下、『火の動力』）を自費出版した。価格は1冊3フランで600部が印刷され、カルノーは出版費用459.99フランを負担している。この本は熱力学における画期的な論文であり、出版直後に技術者のジラールによりフランス学士院で紹介された。その場にはラプラス、アンペール、ゲイ＝リュサック、ポアソンなど、当時のフランスの著名な科学者が多数出席していたとされる。しかしその場ではまったく反響を得ることがなかった。
1826年、工兵隊に戻り、翌年には大尉となった。しかし軍隊の生活を嫌い、1828年に軍服を脱ぎ、熱機関と科学の研究を続けた。
1830年、フランス7月革命が起こるとカルノーはこれを歓迎、研究も一時中断した。民衆集会にも出かけた。しかし政治に直接関わろうとはしなかった。カルノーと弟のイッポリート・カルノーのどちらかを貴族院に迎え入れる提案があったときも、世襲を嫌う亡き父の立場を尊重し、弟と共にこの提案を断っている。
7月革命後は再び科学に没頭し、研究を続けた。しかし研究途中の1832年6月、猩紅熱にかかり、12日間にわたり食事や睡眠も満足にできないほどの生活を送ることになった。その後、7月には友人に手紙で病状を説明できる程度には回復した。しかし同年8月には精神病院に入院した。病院の記録では、「1832年8月3日に躁病で入院。躁病は完治」と記されている。さらにコレラに感染し、8月24日、36歳の生涯を終えた。死後、遺品や研究結果はコレラの感染防止のためほとんどが焼却処分された。そのため、カルノーの経歴や人となりを伝えるものは、わずかに残された彼自身のノート（『数学、物理学その他についての覚書』、以下『覚書』）、そして弟のイッポリート・カルノーが著した伝記がほぼすべてである 。

## 研究と業績

### 熱と仕事

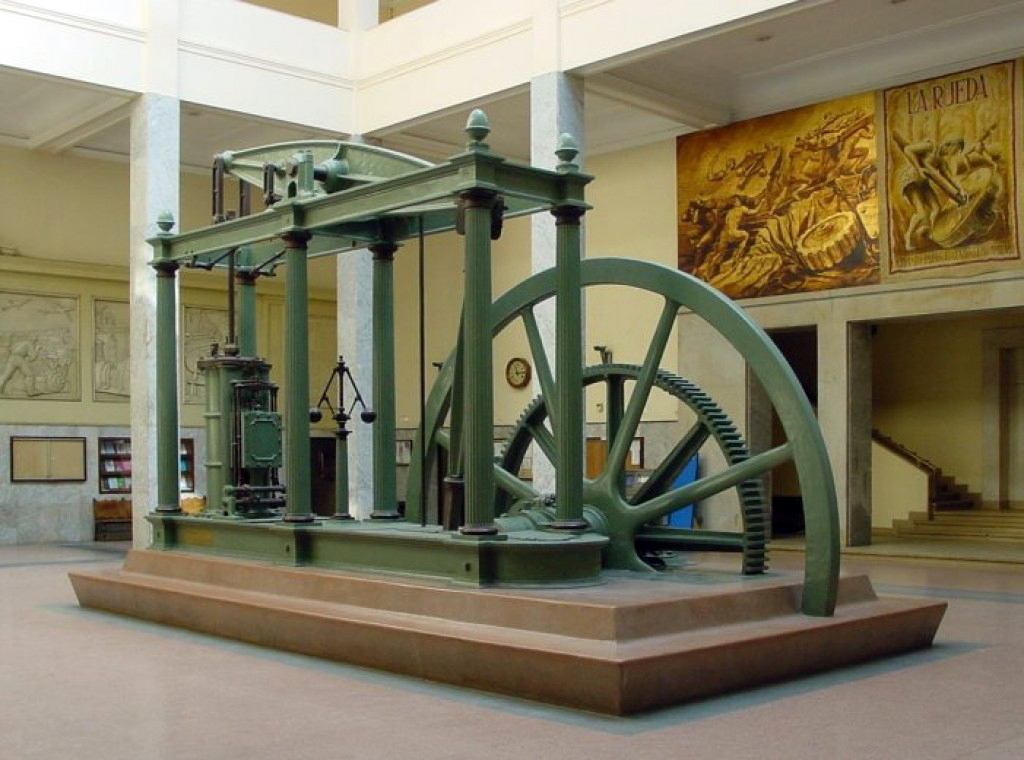
ワットの蒸気機関

カルノーが『火の動力』でテーマに掲げたのは、熱の動力としての効率である。
熱の動力としての活用としては、当時は蒸気機関が代表的であった。蒸気機関はジェームズ・ワットにより飛躍的に発展を遂げたが、その熱効率についての確固たる科学的理論はなく、開発はいきあたりばったりなところがあった。
カルノーが問題として提起したのは、熱を動力として使う場合その熱効率の向上に限界はあるのか、そして、今までは動力を得る作業物質として水蒸気を使っていたが、熱効率はこの作業物質に依存するかどうか、という点であった。
このテーマを考えるにあたって、カルノーは熱の「動力」という概念を使用した。これは、父のラザール・カルノーが使用した「活性モーメント」と同じ意味であり、「重さともちあげられた高さとの積」で定義される。つまり現代でいう「仕事」に相当する。
また、議論の前提として『火の動力』では、熱の本質は熱素（カロリック）という物質であるという、カロリック説を用いた。さらに、カルノーの理論の多くは、当時カロリック説の基本法則とされていた熱量保存則を前提としており、「これを否認することは、熱理論全体を破壊することを意味する」と記している。現在の熱力学ではカロリック説は否定されており、熱量保存則も熱力学第1法則とは相容れないが、『火の動力』が出版された1823年時点ではまだ受け入れられている理論であった。熱は運動だとする説もカルノー存命時に徐々に広まりつつあったが、まだ完成された理論形態にはなっておらず、その点ではまだカロリック説の方に分があった。
しかし、「ちなみに、熱理論の依って立っているもろもろの原理は、なおいっそうの注意深い研究を要すると思われる。熱理論のこんにちの状態ではほとんど説明できないようにみえる多数の経験事実が存在するのである。」とも述べている。さらに、『火の動力』の初稿では、自身が証明した基本法則について「疑問の余地のないものになったと考えられる」と述べた箇所があったが、校正段階で同箇所を「基本法則は、こんにち受け入れられている熱の理論にもとづいているが、この基礎も確固としてゆるぎないものとは思われないことを認めなければならない」と書き換えている。このように、『火の動力』の公刊時においても、当時の熱理論に全面的な信頼をおいているわけではなかった。

### カルノーサイクル
カルノーはまず、熱から仕事（カルノーの言葉でいうと動力）を生み出すのには温度差が必要だと論じた。そして、カロリックが高温の物体から低温の物体へ移動することで物体が膨張・収縮し、その結果として仕事が生み出されると考えた。カルノーはこれを、水が高いところから低いところへ落ちることで動力が発生する機械になぞらえている。
ただし、温度が変化する時に必ず体積の変化が伴うとしたのは誤りであり、（ゼーベック効果などの例外がある）、また、熱が移動することで仕事が生み出されるというのも、熱量保存則にもとづく理論であるため、現代から見ると正しくない。しかし、熱から仕事を生み出すのには熱を供給する高温の熱源の他に熱を取り去る低温の熱源も必要だとした発想はカルノー独自のもので、大きな功績であった。
カルノーは、熱から無駄なく仕事を得るには、体積変化をせずに温度が変化するという工程が無いことが必要であると考えた。また、このようにして仕事を生み出した工程を逆に動かすことで、同じ動力を使って熱を生み出すことができる(可逆機関である)と考えた。そして、以下のような仮想的な仕組みを考案した。これはカルノーサイクルと呼ばれている。

図1 : 等温膨張
図2 : 断熱膨張
図3 : 等温圧縮
図4 : 断熱圧縮
図5 : 等温膨張。図1に戻る
図6 : これが、カルノーサイクルである。

- 空気を入れたシリンダーと、高温源A、低温源Bを用意する。
- まず、シリンダーをAと接触させる。この状態でAからシリンダーに熱が供給されると、シリンダー内の空気が膨張し、ピストンを押し上げる。この時、シリンダーはAと接触しているので、シリンダー内の空気の温度はAのまま変化しない（等温膨張、図1）。
- 次にシリンダーとAを離し、ピストンを断熱状態にする。ピストンは上がり続けるが、熱源が無いためシリンダー内の温度は下がる（断熱膨張、図2）。
- シリンダー内の空気の温度がBと同じ温度まで下がったところで、シリンダーとBを接触させる。そしてピストンを下降させると、空気は圧縮される。そして圧縮によって発生した熱が、シリンダーからBへと移動する。シリンダーの温度はBのまま変化しない（等温圧縮、図3）。
- シリンダーとBを離し、ピストンを断熱状態にする。ピストンはさらに下がり空気は圧縮される。この時熱が発生し、シリンダー内の空気の温度は上がる（断熱圧縮、図4）。
- シリンダー内の空気の温度がAと同じ温度まで上がったところで再びシリンダーをAと接触させる。Aからシリンダーへ熱が伝わり、シリンダー内の空気は膨張する（等温膨張、図5）。こうして、図1と同じ状態となる。[35]

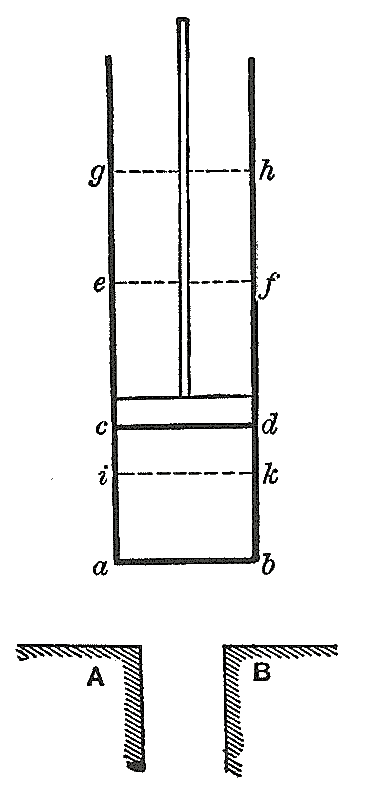
『火の動力』掲載図

この過程で、シリンダー内の空気はAから熱をもらい、Bに熱を与えている。つまりAからBに熱が移動したことになる。そしてその過程で、ピストンを上下させるという仕事が生まれている（現代の熱力学では、Aの熱は一部がピストンの上下動に使われ、残りがBへ移動したととらえるのが正しい）。仕事に使われる以外の余分な熱の移動は無いため、これが熱機関の最大効率となる。
当時、熱機関の効率を見積もるときは、作業物質（上記の場合は空気）が膨張する過程のみを考えていた。そのため、与えられた熱が仕事以外、例えば作業物質の体積や温度上昇に使われている可能性もあり、また逆に、与えられた熱ではなく作業物質自体の体積や温度を利用して、仕事が生み出されている可能性もあった。カルノーサイクルのように循環過程で考えると、作業物質の状態は１サイクルで初めの状態に戻るので、熱によって生み出す仕事を明らかにできる。この考えのきっかけとしては、父ラザール・カルノーの影響が挙げられる。ラザールは機械学の分野で、作業物質が最初の状態から状態変化してまた最初の状態に戻るというサイクルで仕事をするという内容を考えており、これはカルノーサイクルの考え方と共通している。
なお、例えば図1のとき、Aからシリンダーへと移動した熱が無駄なく仕事に使われるためには、接触した時点でAとシリンダーの温度差は小さいのが望ましい。というのも、温度差があると、Aからシリンダーへと移動した熱は、シリンダー内の空気を温めるのに使われてしまい、その分ピストンを押し上げるのに使われる熱が少なくなってしまうからである。よって、最大効率を得るためにはAとシリンダーは同じ温度でなければならない。しかし、先述の通り実際には温度差がないと熱は移動しないため、同じ温度では仕事は生み出されない。
そこでカルノーは、両者の温度差は無限に小さいと定めた。こうすることで、等温変化のどの状態であっても、空気とAは同じ温度を保つ。そして熱は無限にゆっくりと伝わり、ピストンは無限にゆっくりと上昇する。これは現在では準静的過程と呼ばれる手法である。

### カルノーの定理

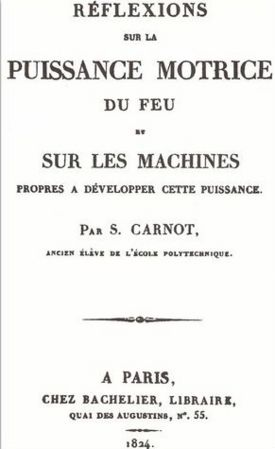
『火の動力、および、この動力を発生させるに適した機関についての考察』

カルノーサイクルのような可逆機関を使って生み出した仕事よりも多くの仕事を、他の熱機関を使って生み出すことはできない。このことをカルノーは、仮にそのような熱機関がある場合は永久機関となってしまうことを証明することで確かめた。
また、カルノーサイクルの説明では空気を膨張・圧縮させたが、空気以外の気体、あるいは液体や固体でも理論的には構わない。
以上のことからカルノーは、(1)可逆機関の熱効率が最大であり、(2)その熱効率は熱源の温度だけで決まり、熱を伝える物質には依存しない、ということを導いた。これは現在カルノーの定理と呼ばれている。
そしてカルノーは、効率的な熱機関を考え、ドラーシュとベラールによる過去の実験結果から、
- (a)気体の体積変化にもとづく熱量は、温度が高ければ高いほど大きい[42]

という理論を導いた。すなわち、温度が高い方が体積を増やすのに多くの熱量を必要とする。一方で、仕事量としては温度差が同じであれば高温でも低温でも同じである。したがって
- (b)熱素の落下は、高い温度で起る場合より低い温度で起る場合のほうが、より多くの動力を発生する[42]

と結論した。
カルノーが前提としたドラーシュとベラールの実験結果は比熱の圧力依存についてのものであるが、実験結果から2人が導いた結論は正しくなかった。したがって、それに基づいたカルノーの議論は誤りである。ただし、最終的に導き出した(a)(b)の結論自体は正しく、同じ温度差であれば低温のほうが熱効率が良い。
カルノーは作業物質として空気、沸騰水、沸騰アルコールを使った実験結果から効率を計算して比較した。カルノーの定理によれば、この効率は作業物質に依存しないため、温度のみの関数となる（これをカルノー関数と呼ぶことがある）。カルノーは、計算結果は3種類の作業物質で近い値となったことを確かめた。そのうえで、実験結果が少なく作業物質として固体や液体を使った結果がないので、「われわれが確かめようと意図した基本法則が疑問の余地ないものとなるためには、なおあらたな証明が必要であるように思われる」と述べた。

### 気体に関する研究
カルノーは『火の動力』において、他にもいくつかの気体についての法則を導き出した。
- (1) 等温変化の際に気体が放出・吸収する熱量は、どの気体でも、始めと終わりの体積比だけで決まる。
- (2) 定圧比熱と定積比熱の差は、どの気体でも等しい。
- (3) 気体の等温変化での体積の変化が幾何級数的ならば、吸収・放出される熱量は算術級数である。
- (4) 気体の体積変化にともなう定積比熱の変化は、前後の体積の比だけで決まる。
- (5) 定圧比熱と定積比熱の差は気体の密度によらない。

またカルノーは、上記の法則から断熱変化の際の温度と体積の関係式も導き出している。
現在の熱力学においては、これらの定理のうち、(1)(3)は正しい。(2)は熱量保存則から導き出しているが、結論そのものは正しい。(4)も熱量保存則から導き出したもので、この結論は誤りである。(5)は理想気体の場合については正しい。また、断熱変化の式は正しくない。

### 熱効率
上記の理論を踏まえ、カルノーは効率的な熱機関を以下のように具体的に検討した。作業物質の温度変化がすべて体積変化によって生じるものであれば、効率的な熱機関といえる。固体や液体は体積変化が少ないために作業物質としては適さず、気体や蒸気が適している。現在熱機関として使われている水蒸気と比べて、空気は有利な点と不利な点があるため、不利な点を克服できれば作業物質として使うことができる。他の気体や水蒸気以外の蒸気は、空気や水蒸気と比べて有利な点が無いので使用は好ましくない。
そして、使用するにあたっては、以下の原則を守る必要がある。
- 熱素の落差を大きくし、それによって大きな動力を発生させるために、まず流体の温度をできるだけ高くしなければならない。
- 同じ理由から、冷却の温度も可能なかぎり低くしなければならない。
- 弾性流体の最高温度から最低温度への移行が体積の膨張によってなされるように、すなわち、気体の冷却は、膨張の結果としてひとりでに生ずるように操作しなければならない。

当時の蒸気機関では160℃の蒸気を使っているが、蒸気を作る石炭は1000℃以上で燃焼しているのだから、この熱をそのまま利用できれば効率的である。高圧機関は高い温度の蒸気を作り出せるので低圧機関より優れている。
『火の動力』の最後でカルノーは、現時点でのもっともすぐれた熱機関の効率を計算し、それが理想値の20分の1に過ぎないことを示した。しかしそのうえでカルノーは、熱効率を向上させることを追い求めて他の重要な点を見過ごすのは有害であると述べた。そして、熱効率よりも「機関の確実さ・堅牢さ・寿命・占める場所が小さいこと・建造のための費用、等々」を優先させなければならないことがあるとして、これらを考慮して最良の効果が得られるようにすることが指導者には求められると論じた。

### 熱運動論
カルノーは『火の動力』においては、カロリック説に基づいた理論を展開した。しかし、『火の動力』公刊の少し前から公刊1年後くらいにかけて書かれたとされている『覚書』では、はっきりと熱運動論に傾いている記述がみられ、「ある仮説が現象を説明するのにもはや十分でないとき、この仮説はすてられるべきである。熱素を一つの物質、ある稀薄な流体とみなす仮説は、まさしくかような仮説である」と、カロリック説を否定している。また、熱運動論の根拠とされるランフォードによる大砲の実験などを取り上げている。さらに、熱の仕事当量も算出しており、計算方法は不明であるが「単位量の動力を生ずるには2.70単位の熱を消費することが必要である」と記述している。これは現在の数値に換算すると J = 3.63 J/cal に相当する。『覚書』の内容は公表まで年月を要したので、熱の仕事当量の算出などについては科学の発展には結果的に寄与しなかったものの、カルノーを熱力学第1法則（エネルギー保存則）の最初の発見者とみなすこともできる。
しかし、カロリックが存在せず、熱がエネルギーに変換しうるものだと考えると、『火の動力』で前提とした内容は誤りとなる。そのため、熱運動論を基礎とした新たな理論を組み立て、そこで『火の動力』で導き出した法則等を説明する必要がある。カルノーもその問題に気づいていたと考えられており、『覚書』でも、「熱によって動力を発生させるときに冷たい物体が必要なのはなぜか、また、熱くなった物体の熱を消費しながら運動を生じさせることができないのはなぜか、を説明することは困難であろう」と記している。
カルノーの存命中にこの問題が解決されることはなかった。その後、カルノーの論文が注目され始めた1840年代後半になると、熱研究の分野では、旧来のカロリック説から脱却し、熱は運動の一形態だとする理論が組み立てられつつあった。その中心人物の一人であるジュールによる、熱の仕事当量の測定は、熱と仕事は同質のものであるという結論を導き出した。この結果と、カルノーの「熱は高温と低温がなければ仕事としてははたらかない」という理論との矛盾を解決するために、ウィリアム・トムソンやルドルフ・クラウジウスによって生み出されたのが熱力学第二法則である。

## 評価

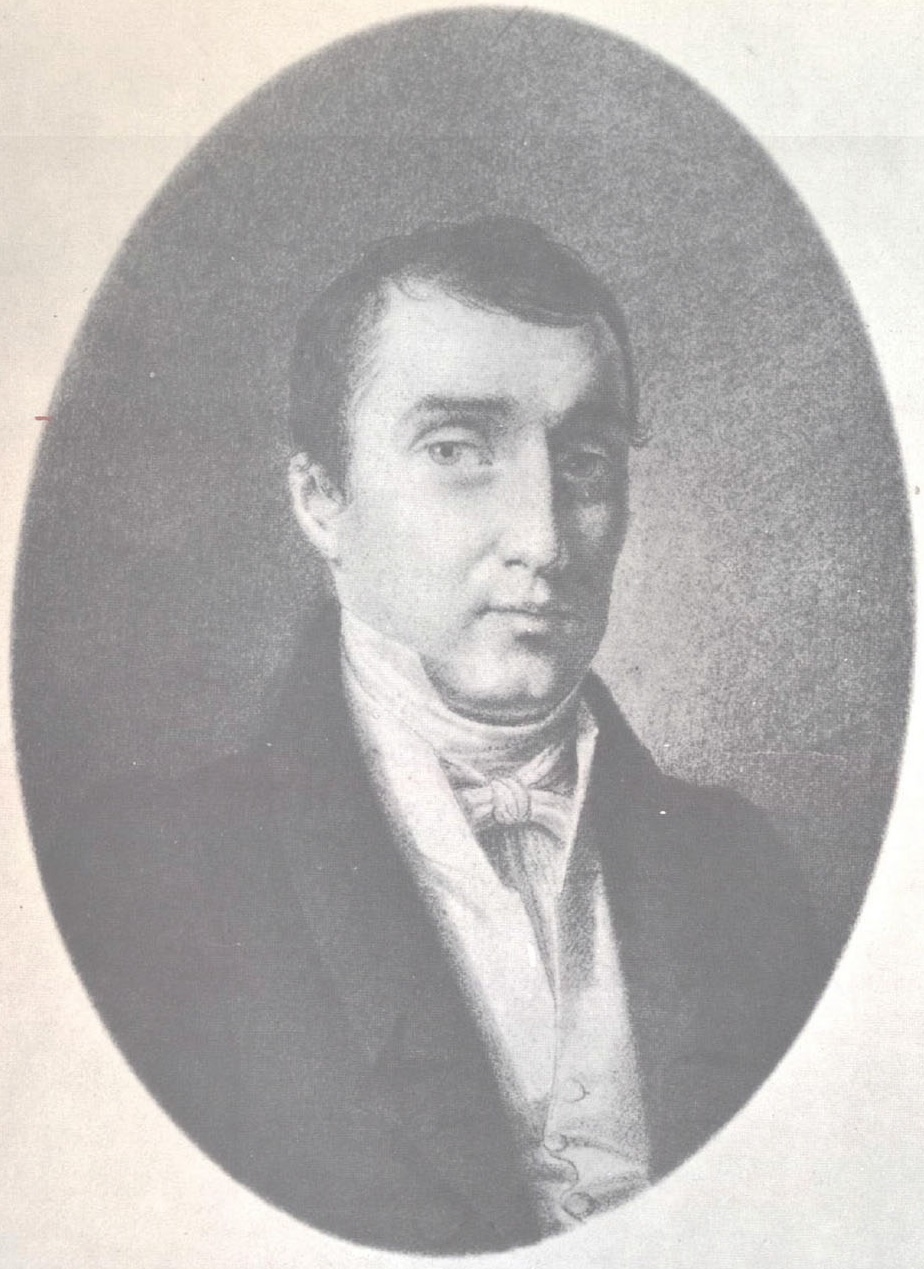
1830年のカルノー

### 生前の評価
カルノーが生前世に出した論文は『火の動力』のみである。カルノー存命中には、「ルヴュー・アンシクロペディーク」紙で好意的な長文の批評が掲載され、『科学技術公報』でも取り上げられた。しかしそれ以外で話題に上ることはなく、生前は正当な評価を得ることができなかった。
カルノーの論文が出版当時評価されなかった原因として、『火の動力』では数式を使った解析的な表現をほとんどしていなかったこと、カルノーはフランス学士院などの当時の有名な学会に参加していなかったこと、さらに、カルノーが使った「仕事」の概念は、主に技術的な分野で使われていたもので、物理や化学の分野ではなじみが薄かったことなど、いくつかが考えられている。
なお、カルノーが解析的な表現を使わなかったのは、実際の熱機関の開発に携わる技術者向けに書いたためとされる。しかし、カルノーの論文は抽象的・理論的すぎて、技術者に影響を与えることもなかった 。

### 発見
カルノー死後の1834年に、エミール・クラペイロンは論文でカルノーを取り上げた。クラペイロンはこの論文で、カルノーサイクルを図式化し、さらに解析的な表現を使ってカルノーの理論を発展させた。クラペイロンの論文は英訳(1837年)、独訳(1843年)されたが、この時点でもカルノーの名は一般には知られることはなかった
カルノーの名が広まったのは、ウィリアム・トムソンの影響が大きい。トムソンはクラペイロンの論文からカルノーを知り、フランスに留学した1845年に『火の動力』を捜し求めた。しかし『火の動力』はすでに入手困難となっていたため中々入手できず、手に入ったのは1848年末であった。トムソンは『火の動力』を読んでいない段階で、1848年に論文『カルノーの熱の動力の理論にもとづきルニョーの測定値から算出された絶対的な温度尺度について』を発表し、『火の動力』を読んだ1849年にあらためて論文『カルノーの熱の動力の理論の説明』を発表した。カルノーの研究は、トムソン自身の新しい温度目盛の考案などに大きな影響を与えている。カルノーの理論などから熱力学第2法則を確立させたルドルフ・クラウジウスは、1950年時点で『火の動力』を入手できず、クラペイロンとトムソンの論文から間接的にカルノーの理論を知った。
『火の動力』は、カルノーが評価された後の1872年、雑誌に再掲され、さらに1878年には、イッポリートの手により第2版が出版された。イッポリートによる伝記や、『覚書』（抜粋）は、この時初めて収録された。『覚書』の全文が世に出るようになったのは、20世紀に入ってからである。
1964年、ジョン・ヘリベルにより、「蒸気機関の動力を表す公式の研究」と題されたカルノーの原稿が発見された。執筆時期は1819年11月以降1827年3月以前で、後者の日付に近いと推定されているため、『火の動力』出版以降に書かれたものと考えられている。

### 熱力学とカルノー
カルノーが熱効率の問題を考えたきっかけとして、１つには父ラザール・カルノーの影響が挙げられる。ラザールは機械学の分野で、水車などの効率を研究していた。しかしカルノーの理論は、これまでの熱理論の主流とは異なるため、トーマス・クーンは1955年に、カルノーの業績は孤立していると述べていた。しかし1959年には、カルノーは過去の科学や、特に工学の研究に影響を受けていると、自説を修正した。科学史家のD・S・L・カードウェルは1965年の論文で、カルノーは18世紀から19世紀初頭にかけての水力の技術を参考にしていると論じた。
さらにその後には、当時パリ工芸院にいた化学者ニコラ・クレマンの影響も指摘されるようになった。クレマンはシャルル・デゾルムと共同で1819年に熱機関に関する論文を書いていた。クレマンはカルノーと親交があり、『火の動力』でも、クレマン本人から論文を見せてもらったと書かれている。これに加えてジャック・ペイヨンは、1819年から王立工芸院で開かれたクレマンの講義に注目した。カルノーはこの講義に出席しており、そこでクレマンは熱機関についても話している。さらに1969年、ロバート・フォックスは、1964年に発見されたカルノーの原稿などから、カルノーの断熱変化の考え方はクレマンとデゾルムの論文を参考にしていることを明らかにした。ただし、カルノーサイクルのような可逆機関のサイクルを考えることはクレマンとデゾルムの論文にも記載がなく、カルノー独自のものである。
カルノーの業績を歴史的に見ると、カルノーは熱力学が確立されていなかった時代に熱と仕事の関係性に注目し、熱力学第二法則の本質にまで踏み込んだものとなっていたといえる。そのため、カルノーは熱力学の祖とされることがある。また、その独創性は後世の研究者に高く評価されている。カルノー以前に熱機関の効率について考えた人はいたが、それは初歩的な段階にとどまっていた。その時代の中でカルノーは数少ない実験データや、実際の蒸気機関から、熱による仕事には温度差が必要であること、可逆的なサイクルが重要であることといった本質的な要素を導き出した。物理学者ジョゼフ・ラーモアは、「自然科学においておそらくもっとも独創的」と評している。科学史家のD・S・L・カードウェルは、「ガリレオが人々にその手順の基礎を教えて以来、科学の歴史の中でこれ以上に効果的な抽象の例を考えることは非常に難しい」と述べている。物理学者で科学史家のエルンスト・マッハは、「そこには、ひとりの天才のこの上もなく快い演技を見る感がある。――かれは、格別の精励もなく、こと細かいそして重苦しい学問的手練をさして費やしもせず、ただ、ごく単純な経験的事実に心を向けることによって、いわばほとんど労することなしに最も重要なことを見通しているのである」と述べている。

## 人物
「知っていることについては少ししか話すな。知らないことは何もしゃべるな」という言葉を残しており、控え目で非社交的であった。友人は、「この若者はとてつもなく温和で品行方正、少々引っ込み思案である。彼の自信を傷つけてはならない」と述べている。
また、正義感と感受性の強い性格であった。4歳のとき、小舟に乗っているナポレオン夫人ジョゼフィーヌを含む女性たちに向かってふざけて石を投げているナポレオン・ボナパルトに対して、「第一執政の畜生！　ご婦人がたをいじめようというのか」と叫んだことがある。
音楽を非常に好み、ヴァイオリンを演奏し、音楽理論についても研究していた。ピアニストであった母の影響があったと弟のイッポリートは述べている。
フランス第三共和政第4代大統領であるマリー・フランソワ・サディ・カルノー はイッポリートの息子で、カルノーの甥にあたる。
月にはカルノーの名にちなんだ名前のクレーターがある。小惑星12289にもカルノーの名がつけられている。また、エントロピーを示す記号Sはサディ・カルノー(Sadi Carnot)の頭文字から採られたといわれることがある。この説は、古い例では1999年の書籍に述べられており、その後に広まっていった。しかし、この記号を初めて用いたクラウジウスはSを採用した理由を述べていないこともあり、真実性には疑問が呈されている。

## 関連文献
- 村上陽一郎 編『近代熱学論集』朝日出版社〈科学の名著 第Ⅱ期3〉、1988年。doi:10.11501/12589707。ISBN 4-255-88010-7。